# アルス・エレクトロニカ・センター
アルス・エレクトロニカ・センター（独: Ars Electronica Center）は、オーストリア・リンツ市にある博物館・美術館・科学館。デジタルアート、メディアアートなど現代の作品を展示・収蔵している。アルス・エレクトロニカによって運営されている。

## 沿革
1996年にアルス・エレクトロニカフェスティバルの概念を年間を通じて体験出来る場として開館。欧州文化首都として選定された2009年にオープン。芸術性と科学性を重視した上で、ライフサイエンス分野にも重点を置いた内容となった。

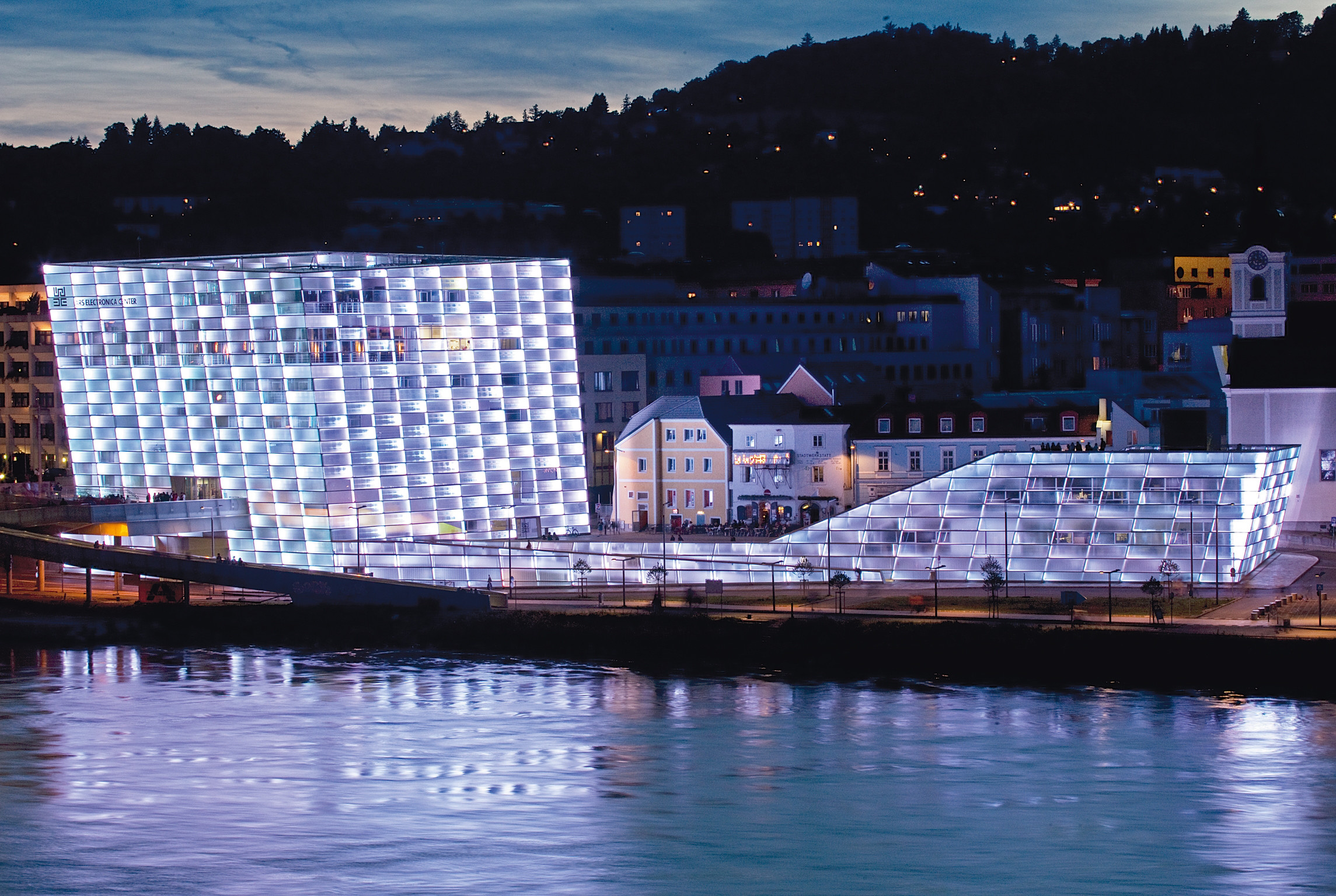
ESO 組織

## 建物
1996年創立時の建物に加え「ツインタワー」、ギャラリー、アルス・エレクトロニカ・フューチャーラボの空間から成る。建物が1,100枚のガラス板で出来た5,000平方メートルのガラス壁で覆われており、１枚のガラスには色の変わるLEDバーが設置されているため、建物全体が巨大なディスプレイのようになっている。

## 主な展示

### ギャラリー
- 約1,000平方メートルの展示空間に「人類の新しい視点」と題された常設展示があり、生物工学やロボティクス、ラピッド・プロトタイピング、人体などの主題を扱っている。4ヶ所の研究室に分かれている。

### ジオ・シティー
- 人口増加や天然資源の採掘の様な、人類の手による様々な開発に焦点を当てている。

### アーティスト、クリエイター、エンジニア
- 既設の建物の1階と2階部分に当たるこの空間は、常設ではない特別展示のスペースである。主に学際的領域に焦点を当てている。

### ディープ・スペース
- 8台のプロジェクターを使用し床と正面に映写する多目的プレゼンテーション室[2]。

## アルス・エレクトロニカ・フューチャーラボ
建物内にサイバー・アート技術を研究・創造する「アルス・エレクトロニカ 」がある。